# آنتونیو توریئل
آنتونیو توریئل مارتینز (به اسپانیایی: Antonio Turiel Martínez) فیزیک‌دان و فعال رسانه‌ای اسپانیا متولد شهر لئون در سال ۱۹۷۰ است که در حوزه اطلاع‌رسانی دربارهٔ به پایان رسیدن انرژی در دسترس در سطح جهانی و پیامدهای آن فعالیت می‌کند. 

## کارنامه علمی
توریئل دارای کاشناسی فیزیک و ریاضیات از دانشگاه مستقل مادرید و همچنین دکترا در فیزیک نظری از همان مرکز است. او کارمند مؤسسه اقیانوس‌نگاری شورای عالی پژوهش‌های علمی (CSIC) اسپانیاست. تا سال ۲۰۱۹، بیش از ۳۰۰ تا مقاله علمی تخصصی تألیف و به عنوان مدیر چهار پایان‌نامه دکتری خدمت کرده‌است و دارای یک اختراع ثبت شده‌است.

## اطلاع‌رسانی در مورد افول منابع انرژی
آنتونیو توریئل بیشتر به خاطر فعالیت اینترنتی و تولید محتوا در وبلاگ The Oil Crash شهرت دارد. در این تارنوشت، او و همکارانش به مسائل حساس در ارتباط با ته کشیدن منابع اصلی انرژی در دسترس جهان، به خصوص ذخایر نفتی و دیگر سوخت‌های فسیلی، پس از رسیدن تولید جهانی به نقطه اوج خود بر اساس نظریه هوبرت و پیامدهای اجتماعی احتمالی ناشی از آن می‌پردازند.
توریئل مدافع تغییرات ساختاری سیاسی عمیق برای مهار رشد اقتصادی و تطبیق جامعه به کاهش انرژی است. از موضع‌گیری‌های جالب توجه او در این راستا، می‌توان به نقد تکنیک شکست هیدرولیکی به عنوان جایگزین سوخت‌های فسیلی سودآورتر اشاره کرد، بر این پایه که نسبت انرژی به دست آمده از این فرایند از میزان انرژی‌ای که برای اجرای این فرایند به کارگرفته می‌شود، کمتر است.
بر مبنای همین ملاحظات، توریئل منتقد جریان‌های سیاسی تولیدگرایانه، چه راست و چه چپ‌گرایانه است، از جمله موضع‌گیری‌های نئوکینزی حزب اسپانیایی پودموس بر اساس نظریه‌های اقتصاددانانی چون ویسنس ناوارو (Vicenç Navarro) و خوان تورس (Juan Torres López).